# Rue Malcousinat
La rue Malcousinat (en occitan : carrièra Malcosinat) est une voie de Toulouse, chef-lieu de la région Occitanie, dans le Midi de la France.

## Situation et accès

### Description
La rue Malcousinat est une voie publique. Elle se trouve dans le quartier du Capitole.
Elle naît perpendiculairement à la rue de la Bourse et se termine 105 mètres plus loin au carrefour de la rue des Changes. Sa largeur est variable, entre 2 mètres, pour la partie la plus ancienne, particulièrement du côté de la rue des Changes, et 6 mètres, pour la partie de la rue qui a été élargie à la suite des travaux de réalignement des façades aux XVIIIe et XIXe siècles.
La chaussée ne compte qu'une seule voie de circulation automobile à double-sens, accessible seulement depuis la rue de la Bourse. Elle appartient à une aire piétonne et la circulation y est réglementée et vitesse limitée à 6 km/h. Il n'existe pas d'aménagement cyclable.

### Voies rencontrées
La rue Malcousinat rencontre les voies suivantes, dans l'ordre des numéros croissants :
1. Rue de la Bourse
2. Rue des Changes

### Transports
La rue Malcousinat n'est pas directement desservie par le réseau de transport en commun Tisséo. Elle se trouve cependant à proximité de la place Étienne-Esquirol, où se trouvent la station de métro Esquirol, sur la ligne , ainsi que les arrêts de la ligne de bus 44.
Il existe également plusieurs stations de vélos en libre-service VélôToulouse à proximité immédiate de la rue Malcousinat : les stations no 10 (15 place Étienne-Esquirol) et no 288 (28 rue des Marchands).

## Odonymie

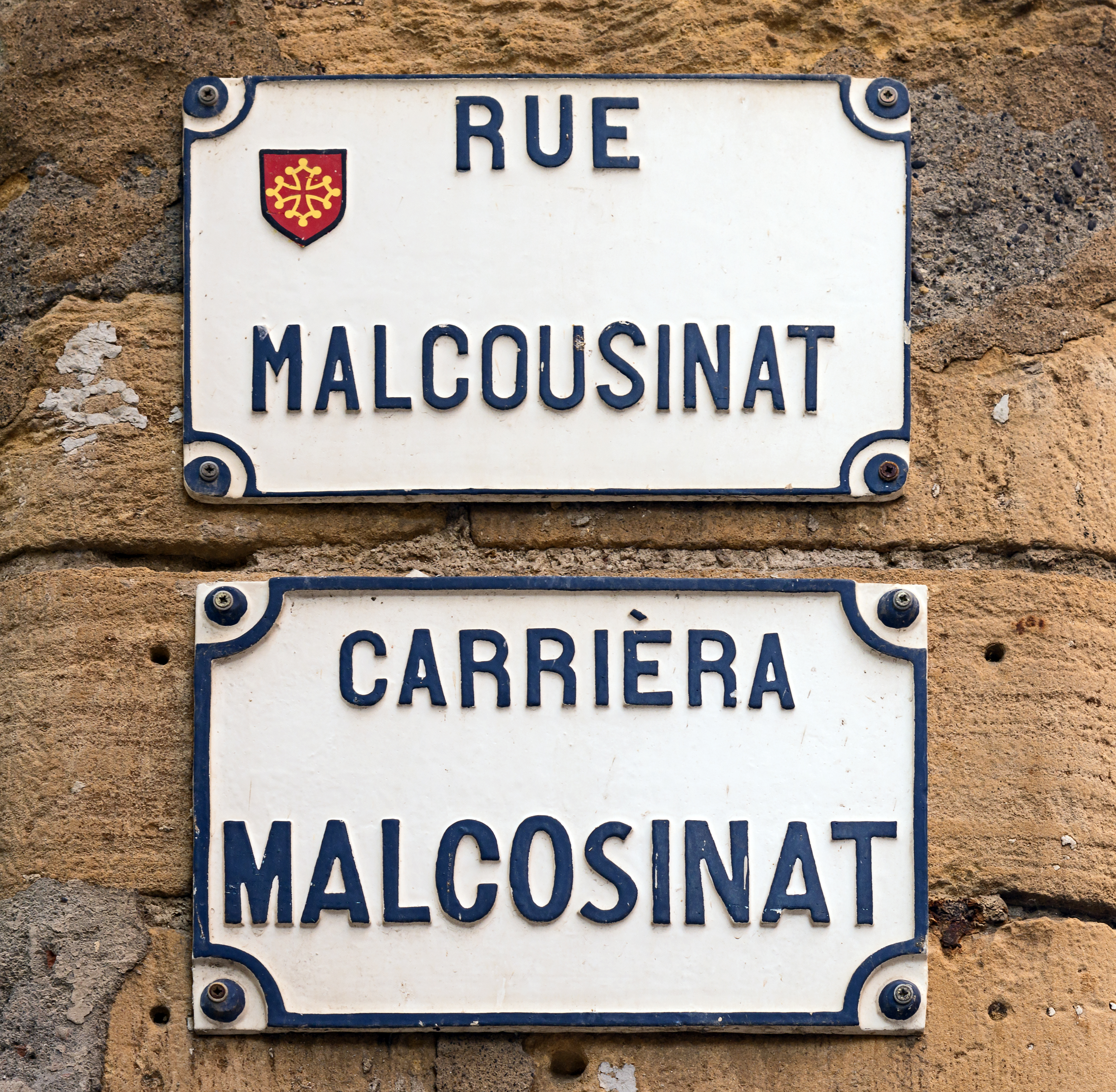
Plaques de rue en français et en occitan.

La rue Malcousinat portait déjà ce nom au début du XIVe siècle (en latin : carraria de Malo-coquinato en 1339, carraria Malicoquinati en 1371 ; en occitan : canton de Malcosinat en 1352). Pour la distinguer de deux autres rues voisines qui portaient le même nom, la grande-rue Malcousinat (actuelle rue de la Bourse) et la rue Malcousinat-Vieil (côté nord de l'actuelle place Étienne-Esquirol), elle était désignée comme le « canton » (canton, « coin » en occitan) ou la petite-rue de Malcousinat. L'origine de ce nom est obscure et viendrait peut-être du nom d'un propriétaire qui y résidait.
À la fin du Moyen Âge, aux XVe et XVIe siècles, la rue porta également le nom de rue de Polières ou Pélières, probablement du nom de famille d'un des propriétaires de la rue : on trouve dans le même quartier la trace d'un marchand du nom d'Arnaud Polier, propriétaire de l'immeuble de Montmaurs au milieu du XVIe siècle (actuel no 10 rue Temponières). En 1794, pendant la Révolution française, la rue devint la rue la Dextérité, mais ce nom ne subsista pas.

## Histoire

### Moyen Âge et période moderne
Au Moyen Âge, la rue Malcousinat appartient, du côté sud, au capitoulat du Pont-Vieux et, du côté nord, au capitoulat de Saint-Pierre-Saint-Martin, absorbé en 1438 par celui de la Daurade. Cette petite rue particulièrement étroite, dont la largeur ne dépasse probablement pas 2 mètres, relie la rue de la Chapelle-Ingolèse (actuelle rue de la Bourse) à la rue des Changes. Au XIVe siècle, la rue de la Chapelle-Ingolèse prend le nom de Malcousinat ou de grande-rue Malcousinat, alors que la rue Malcousinat actuelle n'est que la petite-rue Malcousinat. D'ailleurs, la rue est principalement bordée de jardins et de dépendances des maisons des rues voisines.
Le 7 mai 1463, un incendie parti d'une boulangerie à l'angle des rues Maletache et de l'Arc-des-Carmes (actuelle rue du Languedoc), ravage la rue Malcousinat. L'ampleur des destructions permet cependant aux marchands les plus riches de réunir de vastes emprises foncières pour faire bâtir leurs hôtels particuliers. Un vaste hôtel particulier de style gothique, avec cour et jardin, est construit en 1468 pour le marchand Huc de Boysson entre la rue des Changes (actuel no 21) et la rue Malcousinat (no 11). La présence des marchands ne se dément pas dans les décennies suivantes et, vers 1511, le marchand Guillaume Bénézit réunit plusieurs maisons (anciens no 1 et 3 rue Malcousinat et no 10, 12 et 14 rue de la Bourse) pour y élever un hôtel particulier avec sa tour. Les changeurs se font également plus nombreux : en 1533, le riche changeur Arnaud de Brucelles, fait construire un logis de style Renaissance dans cette rue (no 9), à proximité de son hôtel de la rue des Changes (no 19 de cette rue).
L'installation des Jésuites bouleverse partiellement la partie ouest de la rue dans la première moitié du XVIIe siècle. En 1619, comme ils avaient été autorisés par Louis XIII à ouvrir des maisons professes dans le royaume de France, le syndic de la Compagnie de Jésus achète en 1621, dans la rue Secourieux (actuelle rue des Marchands) l'immeuble du président au Parlement Antoine de Malras (actuels no 31 à 35 rue des Marchands) et, dans la rue de la Bourse, l'immeuble des Boysson de Beauteville (actuel no 4 rue de la Bourse). Ils possédaient déjà, depuis 1614, un immeuble (actuel no 6 rue de la Bourse) d'Arnaud de Borret, conseiller au Parlement en 1585, qui le leur avait légué avant d'entrer au noviciat des Jésuites. Ainsi, les Jésuites se rendent propriétaires de toute la partie ouest du moulon entre les rues de la Bourse, Malcousinat, des Changes et Secourieux. Un cimetière se trouve au nord du moulon (actuels no 8 rue de la Bourse et no 2 rue Malcousinat).
Au XVIIIe siècle, les travaux de la maison professe reprennent, mais en juillet 1762, les biens de la Compagnie de Jésus sont saisis sur ordre du Parlement. Avant même que les Jésuites soient expulsés du royaume en 1763, le collège, le noviciat, le séminaire et la maison professe de Toulouse sont fermés. En 1766, la maison professe, mise en vente en plusieurs lots, est vendue à divers marchands et imprimeurs, et en grande partie démolie : le cimetière est lui aussi fermé, les tombes déplacées et le terrain libéré est construit d'immeubles nouveaux (actuels no 8 rue de la Bourse et no 2 rue Malcousinat).

### Époque contemporaine
Au XIXe siècle, les travaux d'élargissement des rues promus par les différentes municipalités toulousaines transforment le visage de la rue Malcousinat. Certains immeubles sont dotés de nouvelles façades, comme l'ancien logis d'Arnaud de Brucelles, reconstruit dans le 2e quart du XIXe siècle (no 9), ou profondément remaniés, comme l'ancien hôtel de Bénézit (no 1). La largeur de la rue est alors portée en plusieurs endroits à 6 mètres. Entre 1869 et 1871, les travaux de percement de la rue Transversale (actuelle rue de Metz) touchent le côté sud de la rue Malcousinat. Les bâtiments de l'ancienne maison professe des Jésuites sont complètement éventrés par la nouvelle rue et de nouveaux immeubles sont élevés entre la rue de Metz et la rue Malcousinat (no 4 de cette rue et no 17 rue de Metz).

## Patrimoine et lieux d'intérêt

### Hôtels particuliers
- no  1 : hôtel de Bénézit. 
Un premier hôtel particulier est construit vers 1511 pour le marchand Guillaume Bénézit, capitoul en 1524-1525, qui réunit plusieurs maisons (anciens no 1 et 3 rue Malcousinat et no 10, 12 et 14 rue de la Bourse. L'hôtel est profondément remanié et en grande partie démoli dans la deuxième moitié du XIXe siècle, et fait place à un nouvel hôtel, mais la tour capitulaire, de style gothique et hexagonale, a été conservée et rhabillée. Si la vis d'escalier est détruite, on voit encore la porte et les fenêtres à meneaux surmontées d'accolades surbaissées avec fleurons aigus. Au-dessus de la porte, un petit écusson martelé porte les traces d'une marque de marchand, avec une croix double, symbole de maîtrise[9].

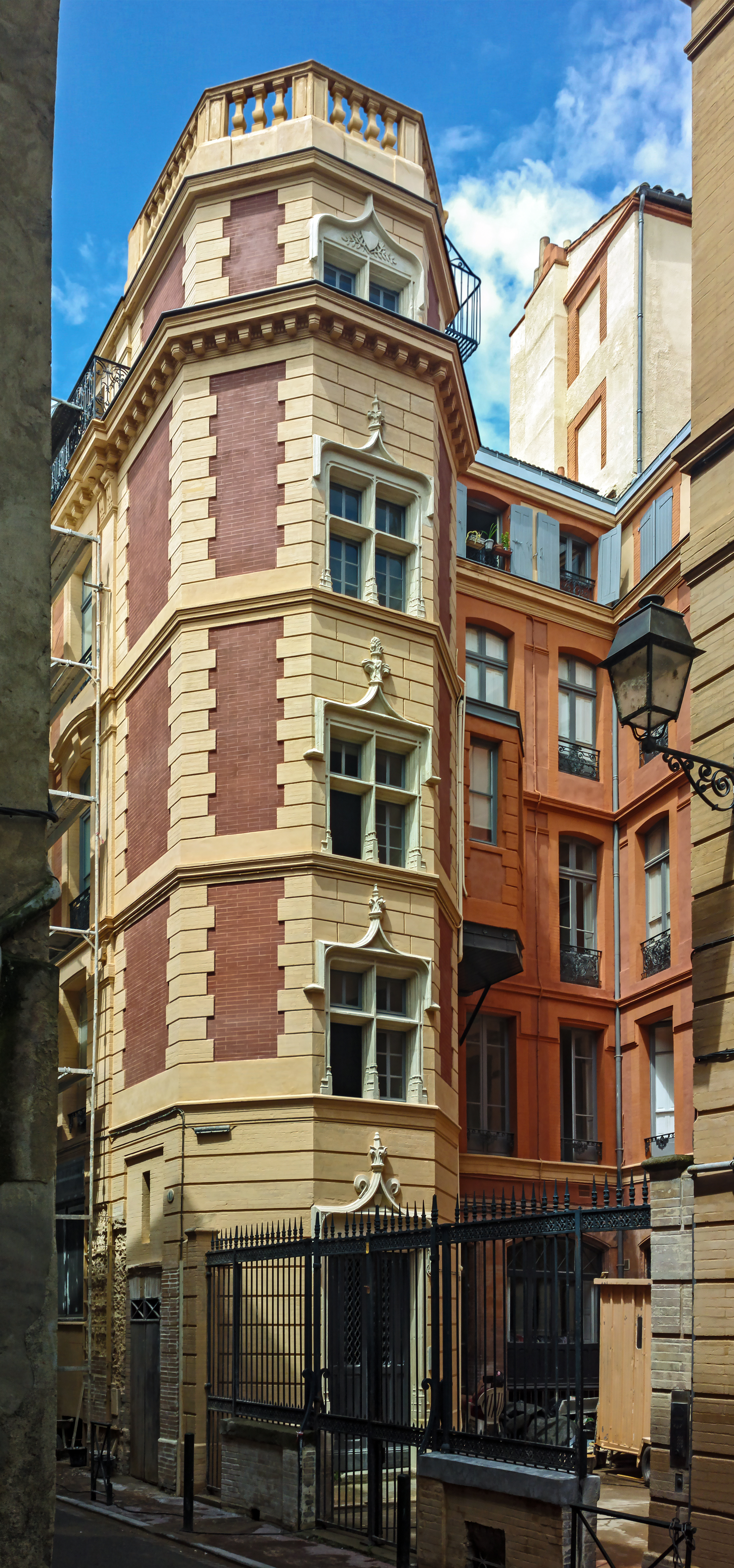
no 1 : tour de l'ancien hôtel de Bénézit.
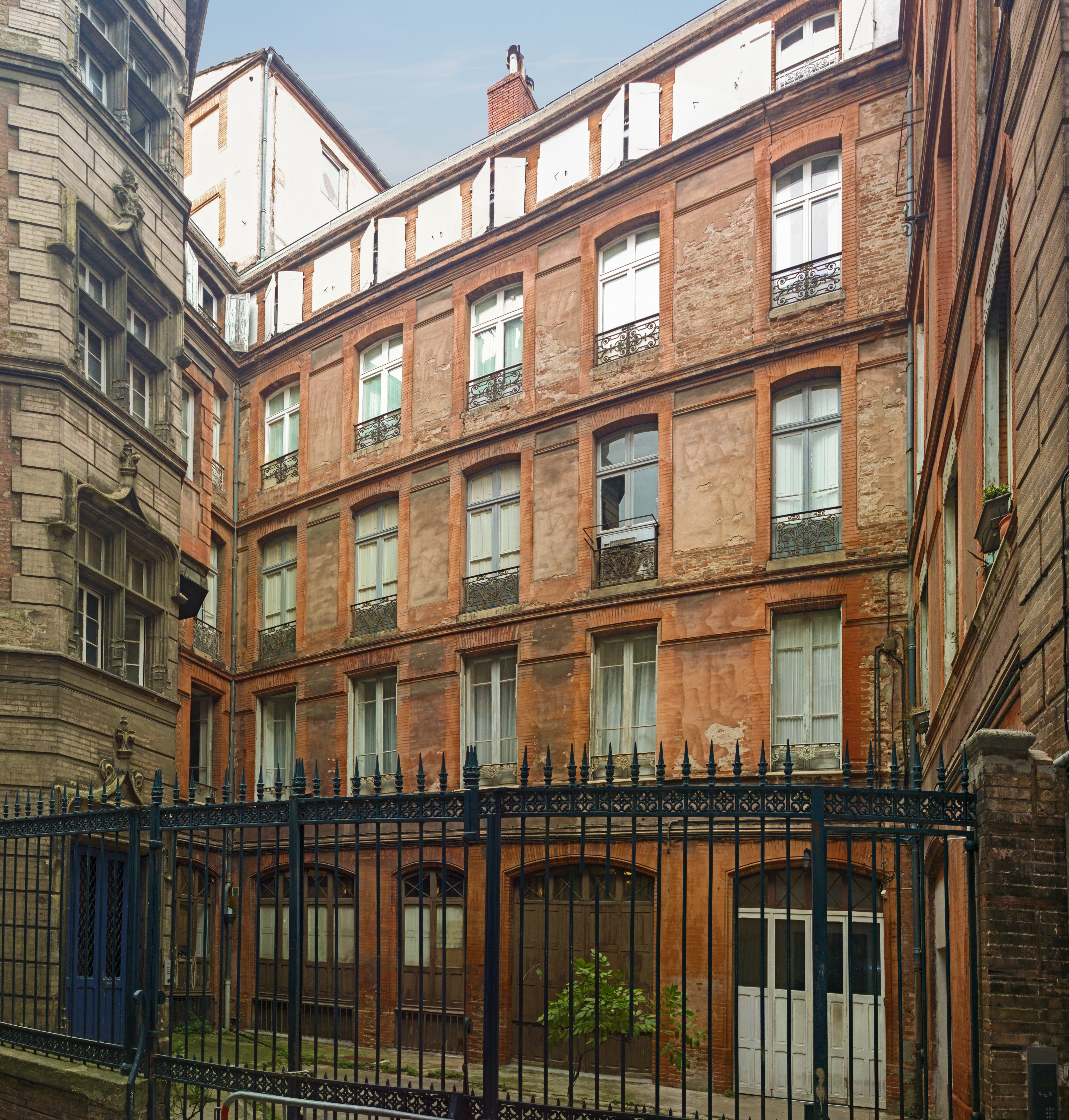
no 1 : façade sur la rue Malcousinat.

- no  11 : hôtel de Boysson-Cheverry ; Maison de l'Occitanie.  Inscrit MH (1925, hôtel de Cheverry) et  Classé MH (1928, hôtel de Boysson)[10]. 
Cet hôtel particulier est le résultat de deux campagnes de constructions successives, dues aux propriétaires Huc de Boysson et Jean de Cheverry, tous deux capitouls. La tour capitulaire et le bâtiment au fond de la première cour, de style gothique, ont été construits par Huc de Boysson en 1468. Jean Cheverry, marchand pastelier, rachète l'hôtel en 1535 et le fait transformer et agrandir. Il modifie les fenêtres de la tour et entreprend la construction de quatre corps de bâtiment autour d'une deuxième cour. Le bâtiment sur la rue Malcousinat, datant de 1776, est attribué au marchand Bertrand Autenac. L'ensemble abrite aujourd'hui la Maison de l'Occitanie[11].

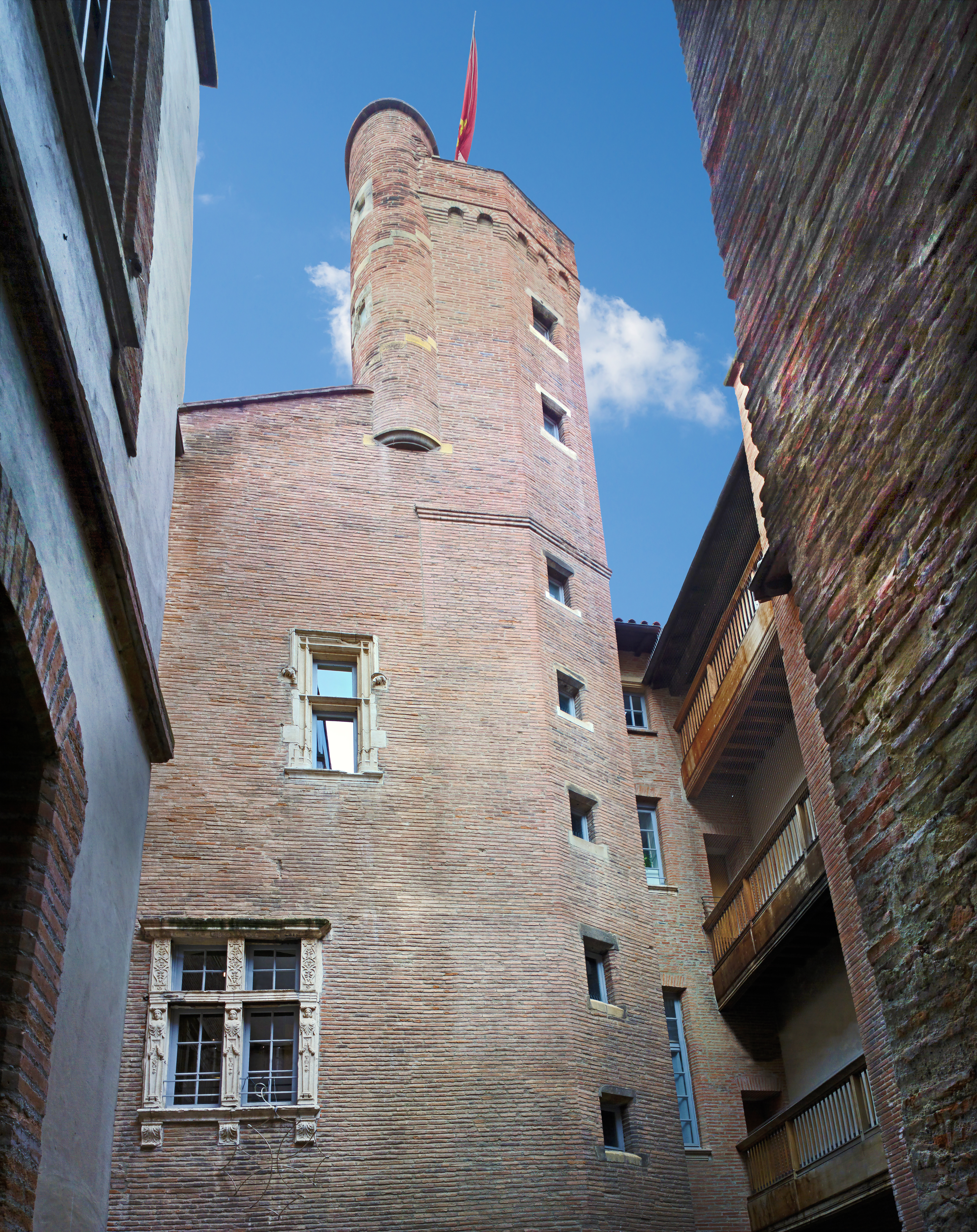
no 11 : tour capitulaire de l'hôtel de Boysson.
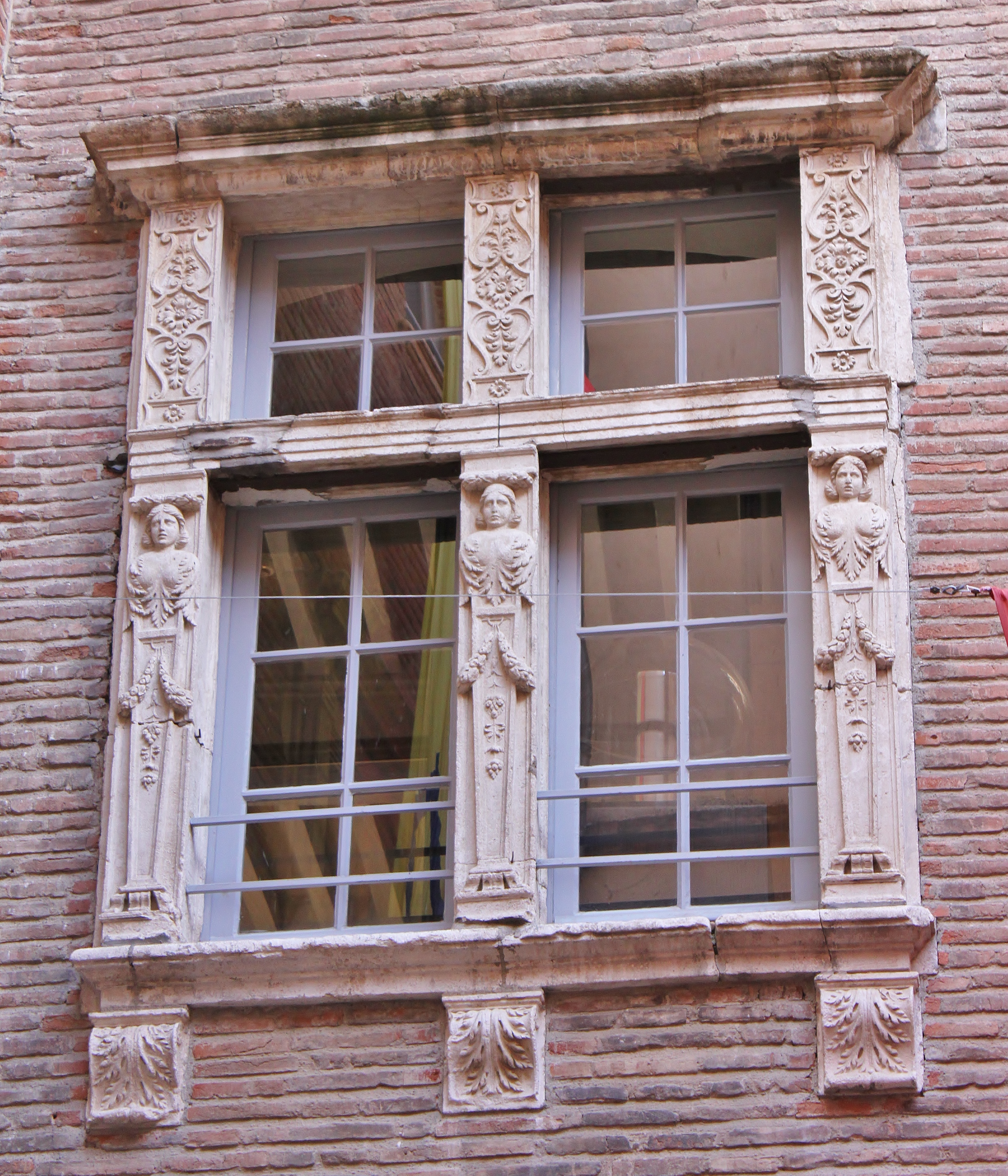
no 11 : fenêtre de la cour de l'hôtel de Boysson.
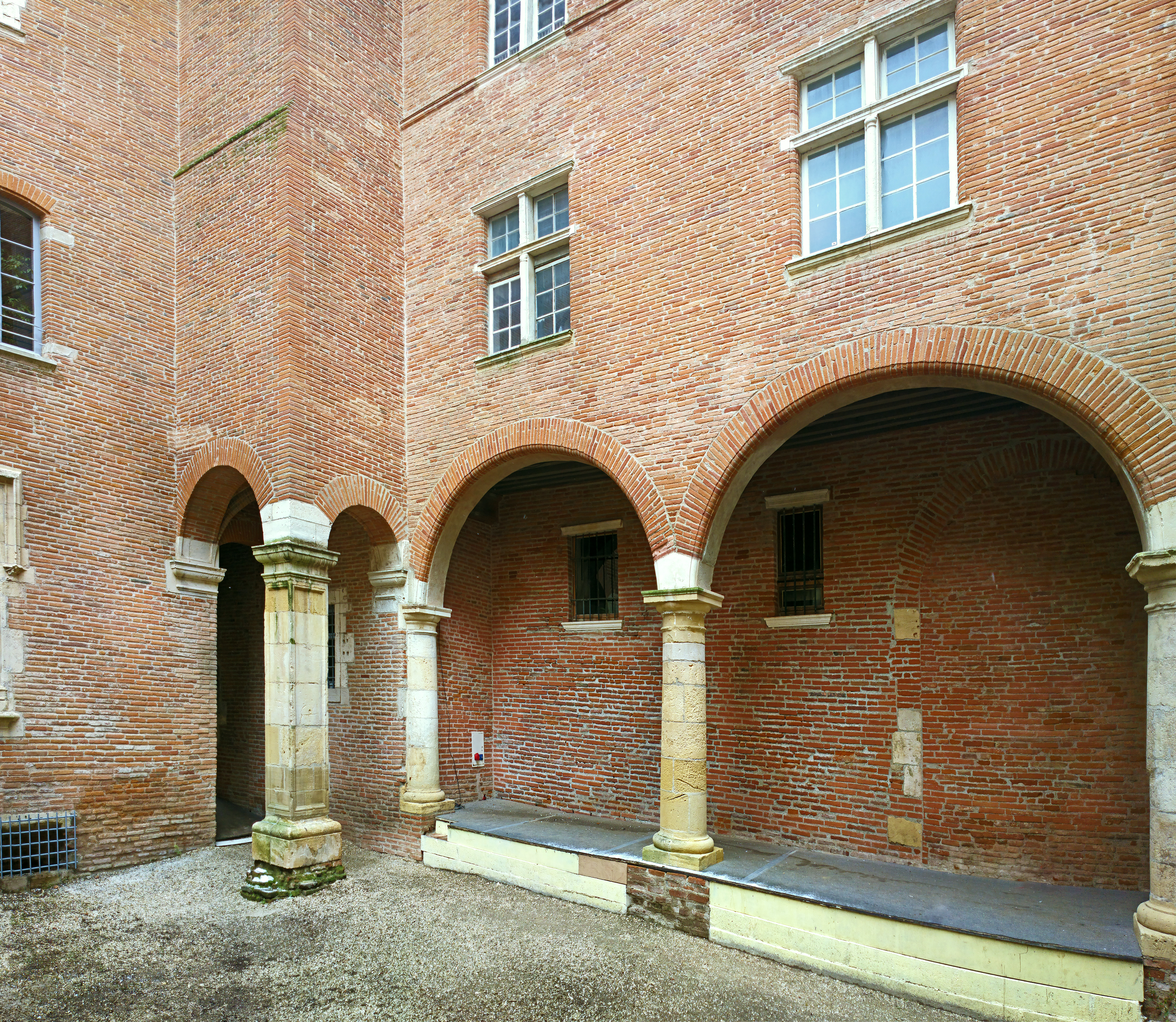
no 11 : cour intérieure de l'hôtel de Cheverry.
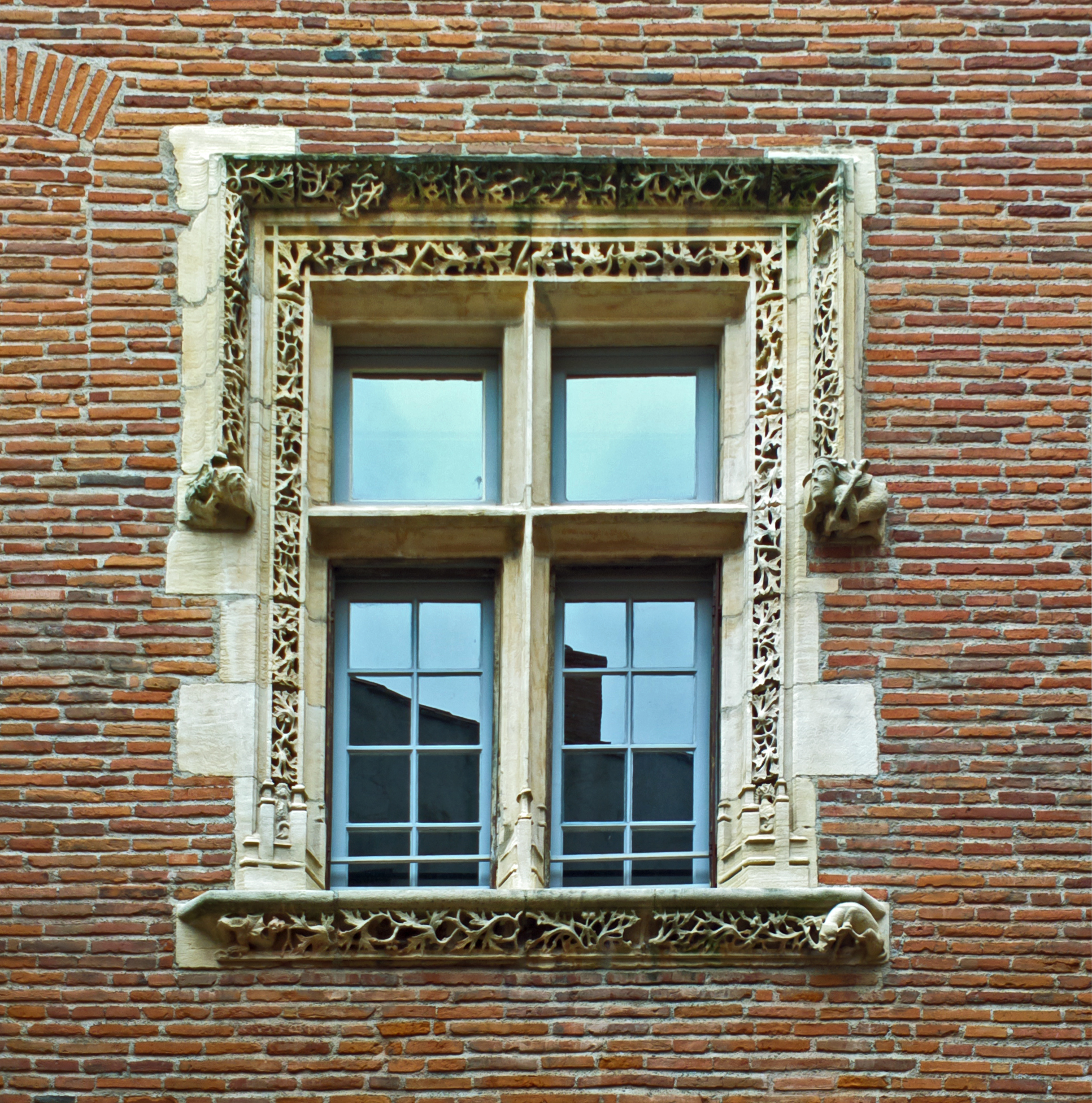
no 11 : fenêtre à meneau de la cour de l'hôtel de Cheverry.

- no  13 : hôtel Boscredon. 
Une maison est construite au XVe siècle en corondage, de style gothique, à l'angle de la rue des Changes (actuel no 17), où se trouve sa façade principale. Au début du siècle suivant, elle est agrandie pour le marchand Antoine de Boscredon, capitoul en 1504-1505 : elle est alors rehaussée d'un étage et prolongée sur la rue Malcousinat par un nouveau corps de bâtiment en brique. Au rez-de-chaussée et aux étages, celui-ci est percé de fenêtres étroites qui ont des appuis moulurés et des corniches aux consoles feuillagées en pierre. Au rez-de-chaussée, deux fenêtres plus larges ont probablement été aménagées lors d'une nouvelle campagne de travaux au XVIIe siècle.
En 1879, un nouveau corps de bâtiment est élevé sur la rue Malcousinat par l'architecte Giraud Lapierre pour le compte de M. Cazenave. Il est construit en retrait, afin de respecter le nouvel alignement de la rue. La façade, d'une grande simplicité, s'élève sur deux étages. Les niveaux sont séparés par des cordons, et l'élévation est couronnée par une corniche moulurée à denticules[12].

### Immeuble
- no  5 : immeuble (deuxième moitié du XVIIIe siècle)[13].

- no  9 : immeuble. 
L'immeuble, dont la façade a été modifiée dans le deuxième quart du XIXe siècle, est construit en 1533 par Arnaud de Brucelles, capitoul en 1534-1535, qui possède également un hôtel particulier dans la rue des Changes (actuel no 19). Les quatre corps de bâtiment encadrent une cour de style Renaissance dont les élévations datent de la première campagne de construction au XVIe siècle. Dans cette cour, les fenêtres sont semblables à celles de l'hôtel de Brucelles (no 19 rue des Changes), encadrées de pilastres en pierre et de colonnes cannelées. De plus, sur le linteau de la porte du couloir se trouve un blason sculpté aux armes d'Arnaud de Brucelles, « d'azur au vol d'argent, au chef du même chargé de trois étoiles d'or ». 
La façade sur la rue Malcousinat, de style néo-classique, est reconstruite au début du XIXe siècle. Le rez-de-chaussée et l'entresol sont séparés sur les travées latérales par un cordon plat en pierre, mais réunis dans la travée centrale par une grande arcade en plein cintre. Une large corniche moulurée sépare les étages. Les fenêtres ont des encadrements moulurés. Celles du 1er étage ont aussi de faux garde-corps à balustres et sont surmontées de frises à motifs végétaux en terre cuite. L'élévation est couronnée par une large corniche moulurée[14].